# ウォー・モハメッド
ウォー・モハメッド（2000年4月4日 - ）は、アメリカ合衆国出身のプロサッカー選手。USLチャンピオンシップ・オレンジカウンティSC所属。ポジションはミッドフィールダー（MF）、フォワード(FW)。

## 来歴
セネガル人の父と日本人の母の間に米国で出生。2018年全国高校総体優秀選手に選出される。2022年度 第46回総理大臣杯全日本大学サッカートーナメントで駒澤大学の4強入りに貢献した。
2023年、シーズン開幕後にブラウブリッツ秋田へ入団、6月7日の天皇杯栃木戦で公式戦初出場をした。しかし、リーグ戦の出場機会はなく、11月17日をもって契約満了となりクラブを退団した。同年12月12日に開催されたJリーグ合同トライアウトに出場した。
2024年3月21日、NISA（当時アメリカ3部相当）のロサンゼルス・フォースへ移籍。LAフォースは2024年度のNISAリーグ優勝を果たすも、同リーグがアメリカ合衆国サッカー連盟のプロ認定ステータスを失ったためにクラブは休止状態に陥る。公開トライアウトを経てUSLチャンピオンシップ（米2部）・オレンジカウンティSCに加入。

## 所属クラブ
- 鴨居SC
- エスペランサSC
- 三浦学苑高校
- 駒澤大学
- 2023年  ブラウブリッツ秋田
- 2024年  ロサンゼルス・フォース（英語版）
- 2025年  オレンジカウンティSC

## 個人成績
| 国内大会個人成績 | 国内大会個人成績       | 国内大会個人成績 | 国内大会個人成績 | 国内大会個人成績 | 国内大会個人成績 | 国内大会個人成績 | 国内大会個人成績 | 国内大会個人成績 | 国内大会個人成績 | 国内大会個人成績 | 国内大会個人成績 |
| 年度             | クラブ                 | 背番号           | リーグ           | リーグ戦         | リーグ戦         | リーグ杯         | リーグ杯         | オープン杯       | オープン杯       | 期間通算         | 期間通算         |
| 年度             | クラブ                 | 背番号           | リーグ           | 出場             | 得点             | 出場             | 得点             | 出場             | 得点             | 出場             | 得点             |
| 日本             | 日本                   | 日本             | 日本             | リーグ戦         | リーグ戦         | リーグ杯         | リーグ杯         | 天皇杯           | 天皇杯           | 期間通算         | 期間通算         |
| ---------------- | ---------------------- | ---------------- | ---------------- | ---------------- | ---------------- | ---------------- | ---------------- | ---------------- | ---------------- | ---------------- | ---------------- |
| 2023             | 秋田                   | 44               | J2               |                  |                  | -                | -                | 1                | 0                | 1                | 0                |
| アメリカ         | アメリカ               | アメリカ         | アメリカ         | リーグ戦         | リーグ戦         | リーグ杯         | リーグ杯         | USオープン杯     | USオープン杯     | 期間通算         | 期間通算         |
| 2024             | ロサンゼルス・フォース | -                | NISA             | 16               | 5                | -                | -                | -                | -                | -                | -                |
| 通算             | 日本                   | 日本             | J2               | 0                | 0                | 0                | 0                | 1                | 0                | 1                | 0                |
| 総通算           | 総通算                 | 総通算           | 総通算           | 0                | 0                | 0                | 0                | 1                | 0                | 1                | 0                |

## トリヴィア・人物
- ポール・スミス社のモデルをしたことがある[11]。
- 同僚の同じ米国生まれ丹羽詩温とは違い日常英会話には困らない。実父の母国語であるフランス語も理解できる[12]。
- 2023年5月23日にTDK秋田総合スポーツセンターで行われたラインメール青森との練習試合では、藤田雄士からのボールを頭で決めた[12][13]。また、潟上市のブラウブリッツ秋田フィールドのこけら落とし試合対仙台大学戦で1得点した[14]。
- 2023年6月16日に、秋田スカイドームにて英会話サッカー教室を実施した[15]。